# Rozsunięcie artykulacyjne
Rozsunięcie artykulacyjne – proces fonologiczny zachodzący przed spółgłoskami zwarto-szczelinowymi, jako odpowiednik litery ń. Polega na zastąpieniu ń grupą spółgłosek składającą się z: /i̯/ oraz spółgłoski nosowej o miejscu artykulacji identycznym jak następująca spółgłoska zwarto-szczelinowa. W czasie artykulacji głoski /i̯/ nie dochodzi do zwarcia narządów mowy, co sprawia, że jest bliższa artykulacyjnie samogłosce występującej w lewostronnym sąsiedztwie tej grupy. Natomiast drugi człon grupy – głoska nosowa /n/ lub /ṇ/, jest bliższa prawostronnemu sąsiedztwu spółgłoski zwarto-szczelinowej.
Przykłady:
- słońce /su̯oi̯nce/ - głoska ń zastąpiona zbitką /i̯n/
- końca /koi̯nca/ - głoska ń zastąpiona zbitką /i̯n/
- kończyć /koi̯ṇčyć/ - głoska ń zastąpiona zbitką /i̯ṇ/
- Chińczyk /xii̯ṇčyk/ - głoska ń zastąpiona zbitką /i̯ṇ/